# Пелэм, Томас, 2-й граф Чичестер
Томас Пелэм, 2-й граф Чичестер (англ. Thomas Pelham, 2nd Earl of Chichester; 28 апреля 1756 — 4 июля 1826) — британский государственный деятель. Он был известен как Достопочтенный Томас Пелэм с 1768 по 1801 год, лорд Пелэм с 1801 по 1805 год.

## Происхождение и образование
Родился 28 апреля 1756 года в Лондоне. Старший сын Томаса Пелэма, 1-го графа Чичестера (1728—1805), и его жены Энн Франкленд (ок. 1735—1813), дочери Фредерика Мейнхардта Франкленда. Он получил образование в Вестминстерской школе и Клэр-колледже в Кембридже.

## Политическая карьера
В 1778 году Томас Пелэм был назначен капитаном сассекской милиции, а затем получил чины майора и подполковника. Заседал в Палате общин Великобритании от Сассекса в 1780—1801 годах
 .
Лорд Чичестер был назначен генеральным инспектором артиллерийского вооружения при герцоге Ричмонде, генеральным магистром артиллерийского вооружения в правительстве лорда Рокингема (1782 г.) и главным секретарем Ирландии в коалиционном правительстве в 1783 году. Также являлся членом Тайного совета Ирландии.
Заседал в Палате общин Ирландии от Каррика (1783—1790), Клогера (1795—1797) и Армы (1798—1799). В 1795 году Томас Пелэм стал членом Тайного совета Великобритании и главным секретарем Ирландии в правительстве Уильяма Питта Младшего, вышел в отставку в 1798 году.
Занимал должность министра внутренних дел в правительстве Генри Аддингтона в 1801—1803 годах. В 1803 году получил пост канцлера герцогства Ланкарстерского, вышел в отставку в 1804 году. Занимал должность генерального почтмейстера (1807—1826).
В январе 1805 года после смерти своего отца Тома Пелэм унаследовал титулы 2-го графа Чичестера, 3-го барона Пелэма из Стэнмера, графство Сассекс, и 7-го баронета Пелэма из Лотона, графство Сассекс.

## Семья

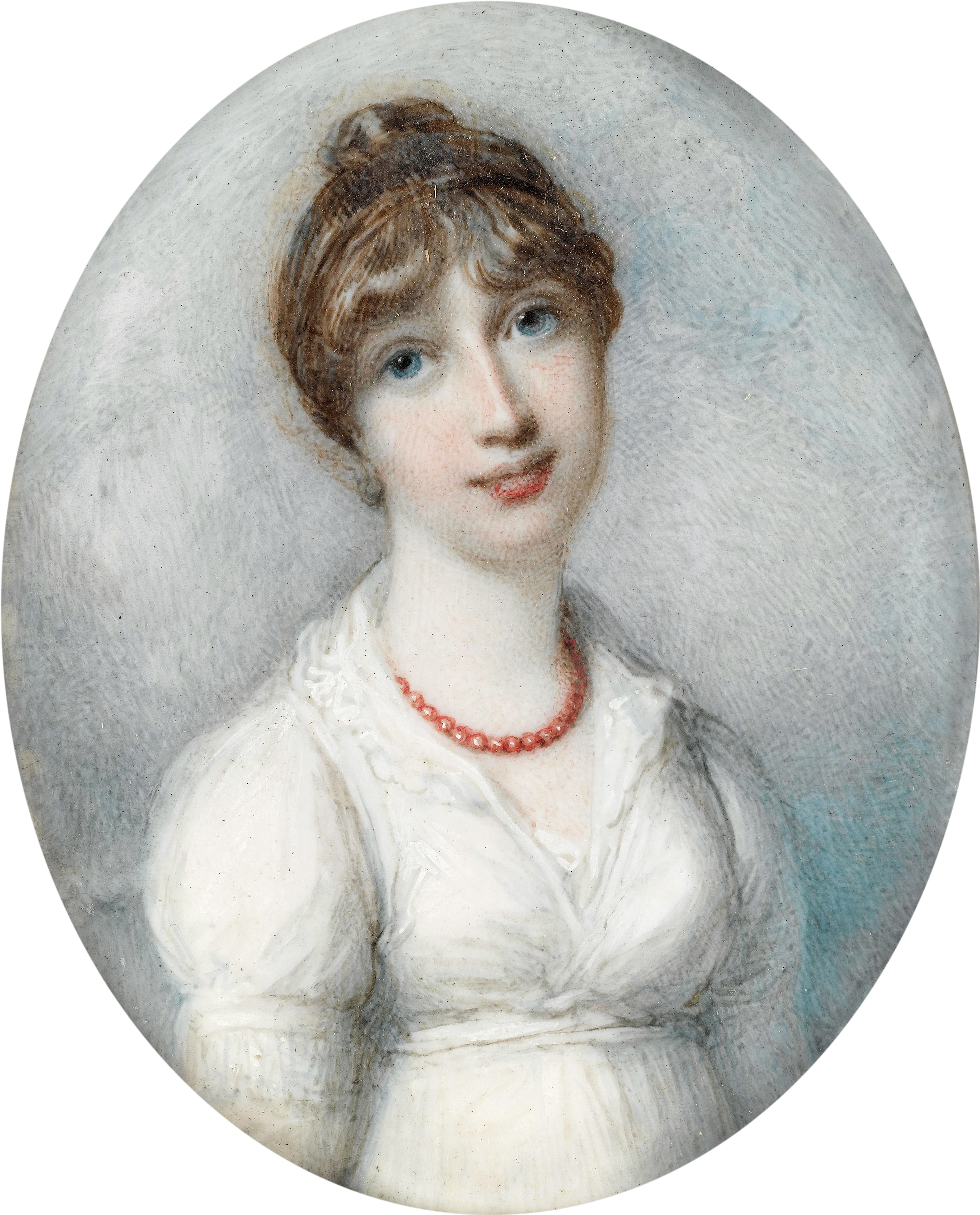
Мэри Генриетта Джулиана Пелэм, портрет (Ричарда Косвея)

16 июля 1801 года в Лондоне лорд Чичестер женился на леди Мэри Генриетте Джулиане Осборн (7 сентября 1776 — 21 октября 1862), дочери Фрэнсиса Осборна, 5-го герцога Лидса (1751—1799), и леди Амели Дарси. У супругов было четыре сына и шесть дочерей:
- Генри Томас Пелэм, 3-й граф Чичестер (25 августа 1804 — 15 марта 1886), старший сын и преемник отца.
- Леди Амелия Роуз Пелэм (17 июня 1806 — 2 января 1884), в 1854 году вышла замуж за генерал-майора сэра Джошуа Джебба[англ.] (1793—1863)), генерального инспектора тюрем.
- Контр-адмирал достопочтенный Фредерик Томас Пелэм[англ.] (2 августа 1808 — 21 июня 1861)
- Преподобный Достопочтенный Джон Томас Пелэм (21 июня 1811 — 1 мая 1894), епископ Нориджа.
- Леди Кэтрин Джорджиана Пелэм (21 июля 1814 — 18 января 1885), жена с 1837 года преподобного Лоутера Джона Баррингтона (1805—1897), трое детей.
- Леди Люси Энн Пелэм (3 ноября 1815 — 16 января 1901), в 1858 году вышла замуж за сэра Дэвида Дандаса, 2-го баронета[англ.] (1803—1877), от брака с которым у неё был один сын.

Лорд Чичестер умер в июле 1826 года в возрасте 70 лет, и его титулы унаследовал его старший сын Генри. Графиня Чичестер умерла в октябре 1862 года в возрасте 86 лет.